# Nikola Groševski
Nikola Groševski (Никола Ѓошевски), né le 1er avril 1979 à Negotino en Macédoine, est un footballeur macédonien. Il évoluait au poste de défenseur.

## Biographie
Nikola Groševski joue sept matchs en Ligue des champions et deux matchs en Coupe de l'UEFA avec le club macédonien du Vardar Skopje.
Avec le club de l'Austria Salzburg, il joue dix matchs en première division autrichienne, inscrivant un but.
Il joue par ailleurs 25 matchs et inscrit 3 buts avec l'équipe de Macédoine des moins de 21 ans.

## Palmarès
- Champion de Macédoine en 2002 et 2003 avec le Vardar Skopje, en 2008 avec le Rabotnički Skopje